# Concierto para acordeón
Un concierto para acordeón es un concierto para solistas de acordeón y orquesta sinfónica u orquesta de cámara.

## Historia
El concierto para acordeón tiene su origen en el siglo XX, siguiendo ejemplos como el concierto para piano mucho más antiguo o el concierto para violín. Una vez que el instrumento de acordeón se convirtió en un instrumento de concierto completo, más compositores comenzaron a componer para este instrumento y también para acordeón y orquesta.
En 1937, el primer concierto para acordeón y orquesta fue escrito por Feodosiy Rubtsov (1904-1986) y realizado por Pavel Gvozdev en el Salón de la Filarmónica de Leningrado. En Alemania, uno de los primeros conciertos fue escrito por Hugo Herrmann en 1940 (y el segundo en 1948). En 1941, dos acordeonistas estadounidenses escribieron y estrenaron conciertos: Anthony Galla-Rini compuso el Conicerto N.° 1, Andy Acari escribió su Concierto in Re menor. El acordeonista e inmigrante italiano Pietro Deiro escribió un concierto en 1946, el compositor estadounidense Roy Harris compuso su concierto (en form de tema y variaciones) en 1947. El compositor checo Emil František Burian escribío un concierto para acordeón en 1949. En 1959 el compositor checo Václav Trojan escribió Pohádky ("Cuentos de hadas"), que todavía se interpreta a menudo (en 2013 grabado por Ksenija Sidorova). 
Un acordeonista muy importante para el desarrollo del instrumento fue Mogens Ellegaard de Dinamarca. Trabajó junto con el compositor danés Ole Schmidt. Su composición Symphonic Fantasy y Allegro Opus 20 de 1958 fue todo un hito. Siguieron otros compositores escandinavos como Torbjörn Lundquist, Niels Viggo Bentzon (1963) y Per Norgard (1968). Arne Nordheim escribió su famoso concierto Spur en 1975.
En los Estados Unidos, los conciertos fueron escritos por Alan Hovhaness (1959), Henry Cowell (Concierto Brevis, 1960), Carmelo Pino (Concertino, 1964), Paul Creston (1960 y 1964)) y Carmine Coppola (1973). En 1962 el compositor francés Jean Wiener escribió su concierto para acordeón. En 1972 el compositor británico Gordon Jacob escribió un concierto para acordeón. 
También, varios instrumentistas virtuosos adoptaron la forma clásica de concierto para demostrar la amplia gama de sonidos orquestales del instrumento de solo bajos gratuito (sistema Basseti). Incluido en esta grupo estaba el italiano-estadounidense John Serry Sr., quien completó su Concerto for Free Bass Accordion en 1964 para el Acordeón Bassetti diseñado por Julio Giuliette.

Gracias al esfuerzo de destacados acordeonistas como Fredrich Lips, Joseph Macerollo, Geir Draugsvoll, Stefan Hussong y Teodoro Anzellotti, el repertorio está creciendo a más de doscientas composiciones. Compositores de fama mundial como Sofia Gubaidulina, Jukka Tiensuu, Kalevi Aho, Giya Kancheli, Toshio Hosokawa y Peter Machajdik escribieron conciertos para acordeón.